# スポダマ
スポダマ～アスリートたちの言魂（ことだま）は、2009年4月5日から9月27日まで、フジテレビで毎週日曜日17:25 - 17:30に放送されていたミニ番組である。
スポーツ選手たちが過去に発言した一つの言葉を軸として構成されている。

## 出演・スタッフ
- ナレーター：本田朋子（フジテレビ）
- プロデューサー：阿南修
- 演出：仲村淳、大江隆元、西塚真司
- 構成：小林偉

| フジテレビ 日曜17:25 - 17:30枠 | フジテレビ 日曜17:25 - 17:30枠  | フジテレビ 日曜17:25 - 17:30枠 |
| 前番組                         | 番組名                          | 次番組                         |
| ------------------------------ | ------------------------------- | ------------------------------ |
| +1journey ※21:54へ移動         | スポダマ～ アスリートたちの言魂 | art lover                      |